# Livramento
Livramento este un oraș în Paraíba (PB), Brazilia.